# دوغلاس كورت
دوغلاس كورت هو متزلج فني كندي، ولد في القرن العشرين.